# Copa da Escócia de 1901–02
A Copa da Escócia de 1901-02 foi a 29º edição do torneio mais antigo do futebol da Escócia. O campeão foi o Hibernian F.C., que conquistou seu 2º título na história da competição ao vencer a final contra o Celtic F.C., pelo placar de 1 a 0.

## Premiação
| Copa da Escócia de 1901-02         |
| Escócia                            |
| ---------------------------------- |
| Hibernian F.C. Campeão (2º título) |